# Tjelovek iz Podolska
Tjelovek iz Podolska (russisk: Человек из Подольска) er en russisk spillefilm fra 2020 af Semjon Serzin.

## Medvirkende
- Vadik Koroljov som Frolov
- Viktorija Isakova som Marina
- Vladimir Majzinger
- Mikhail Kasapov
- Ilja Borisov